# Redução para piano

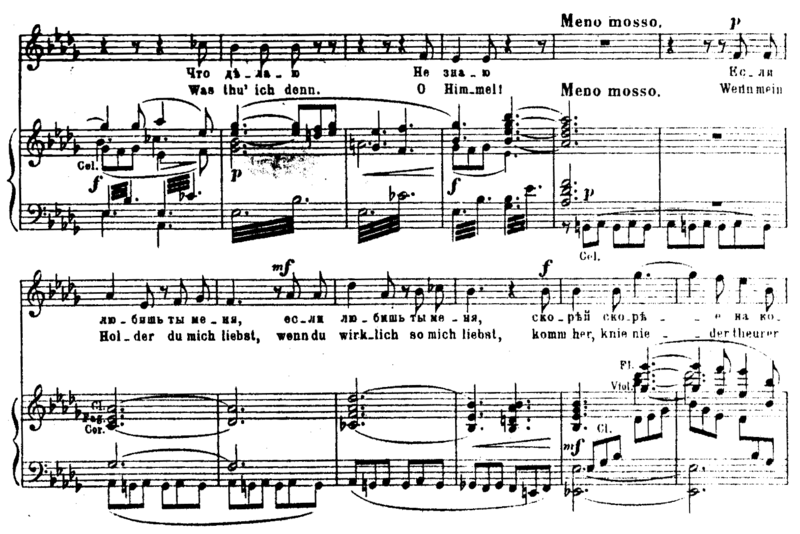
Redução para piano

Redução para piano é uma partitura para piano que fora outrora uma música para outros instrumentos, agora reduzida para seus componentes mais básicos nas duas linhas de pauta de piano. A redução para piano é também considerada um estilo de orquestração ou arranjo musical, em menor escala conhecida como contração de partitura, que está dentro do conceito de elasticidade de partitura.

## Ver Também
- Vai: Piano Reductions, Vol. 1